# Українське геральдичне товариство
Украї́нське геральди́чне товари́ство — організація, яка займається науково-дослідницькою роботою в галузі таких спеціальних історичних дисциплін, як геральдика, вексилологія, емблематика, сфрагістика, уніформологія, фалеристика та генеалогія, сприяє їхній популяризації та практичному застосуванню. УГТ надає консультації та допомагає з розробкою гербів, прапорів, емблем тощо.

## Історія Товариства
Утворене 9 липня 1990 року у Львові невеликою групою дослідників. Співзасновниками УГТ були Центральний державний історичний архів України (Львів), обласні відділення Українського фонду культури та Товариства охорони пам'яток культури і Наукове товариство імені Шевченка у Львові. 
УГТ продовжило місцеву геральдичну традицію (оскільки ще 1906 року у Львові було засноване Геральдичне товариство, на базі якого після Першої світової війни виникло Польське геральдичне товариство) та традицію товариства, яке діяло в діаспорі з 1963 до початку 1970-х років (Українське генеалогічне і геральдичне товариство). 
Спершу УГТ об'єднувало дослідників із Львівщини та сусідніх областей. Досить швидко діяльність Товариства поширилася на всю територію України, воно нав'язало контакти з білоруськими, польськими, російськими, словацькими геральдистами й вексилологами, з'явилися й зарубіжні члени-кореспонденти з Франції, США, Канади.
7 грудня 1993 року УГТ було зареєстроване Міністерством юстиції України як всеукраїнська громадська організація. Тепер об'єднує провідних спеціалістів у галузі геральдики, прапорництва, емблематики, уніформістики. Членами Товариства є понад 300 чоловік — це переважно історики, архівісти, працівники музеїв, художники, архітектори та інші особи, яких цікавлять напрямки роботи організації. Активно працюють регіональні відділення УГТ (особливо — Кіровоградське та Львівське).

## Діяльність Товариства
Спільно з Львівським відділенням Інституту української археографії та джерелознавства ім. М. Грушевського Національної академії наук України від 1991 року проводяться щорічні наукові геральдичні конференції. Спершу вони відбувалися в приміщенні Центрального державного історичного архіву України у Львові, а пізніше — у конференц-залі Наукового товариства імені Шевченка. Під час роботи конференцій заслуховуються доповіді та повідомлення, обговорюються спільні наукові проблеми, проводиться обмін досвідом, напрацьовуються плани подальшої роботи. У 1993 році в Києві проведено круглий стіл «Київська символіка»; у 1994–1995 роках експоновано в Україні спільно зі Словацьким генеалогічно-геральдичним товариством при Матиці словацькій виставку «Зі сучасної словацької геральдичної творчості» (Львів, Луцьк, Мукачево, Ужгород та Київ); у 2004 році організовано виставку «Українська військова емблематика: генеза нарукавної емблеми Збройних Сил України 1918–2004 рр.»; генеалогічна секція УГТ проводила в Києві читання пам'яті В. Модзалевського, а у Львові спільно з «Просвітою» — окремі генеалогічні конференції та семінари. За участю УГТ видано збірники матеріалів конференцій, низку наукових монографій та науково-популярних видань. Від 1993 року УГТ видає свій вісник «Знак», у якому публікуються різноманітні матеріали з геральдики та інших дисциплін. З 2000 року у Білій Церкві та Львові розпочато видання щорічних «Генеалогічних записок Українського геральдичного товариства». Від 2004 року започатковано видання «Реєстру особових гербів УГТ», а 2010 року — «Корпоративного гербівника УГТ».
Андрій Гречило розробив «Методичні рекомендації з питань місцевої геральдики і прапорництва», які спершу були затверджені на конференції УГТ, а 1 червня 2018 року схвалені Комісією державних нагород та геральдики при Президентові України.
Члени Товариства провели значну дослідницько-пошукову роботу в архівах, бібліотеках і музеях України, Польщі, Білорусі, Росії, Канади, Франції та інших країн, ввели в науковий обіг величезний масив досі невідомих матеріалів з геральдики й споріднених із нею наукових дисциплін. Багато уваги приділяється генеалогічним дослідженням. Однак найважливішим досягненням Товариства стало опрацювання загальних засад, термінології, єдиних норм герботворення, тобто створення науково-теоретичної бази для всебічного розвитку геральдики в Україні та визначення шляхів подальшої розробки суміжних з геральдикою дисциплін. Члени УГТ відіграли важливу роль в утвердженні української національної символіки на державному рівні, опрацювали кінцевий варіант Малого Державного герба України (автори — А. Гречило, І. Турецький, О. Кохан), виконали багато практичних робіт у галузі місцевої символіки, зокрема — відновили давні чи розробили нові герби й прапори або надали консультації з цих та інших питань для понад 800 міст, селищ і сіл нашої держави.
Робота УГТ отримала високу оцінку на міжнародному рівні. Від 1995 року УГТ є членом Міжнародної федерації вексилологічних асоціацій (FIAV) та Міжнародної конфедерації генеалогії та геральдики (CIGH), а голова УГТ А. Гречило з 2004 року був членом-кореспондентом Міжнародної академії геральдики, а 2023 року обраний академіком (AIH). Ведеться активний обмін інформацією та співпраця з багатьма зарубіжними вексилологічними, геральдичними та генеалогічними організаціями.
Основною метою УГТ є сприяння відродженню та розвиток української геральдичної науки і суміжних з нею дисциплін і створення в Україні єдиної емблематичної системи, що досягається веденням науково-дослідницької роботи, вивченням та популяризацією геральдичної спадщини, розробкою основних напрямів розвитку сучасної української геральдики в окремих галузях та видах, надання консультацій органам місцевого самоврядування та різним організаціям.

## Видання УГТ

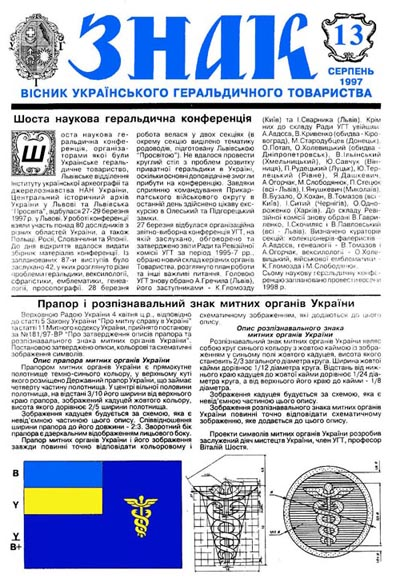
Вісник «Знак»
«Генеалогічні записки УГТ»
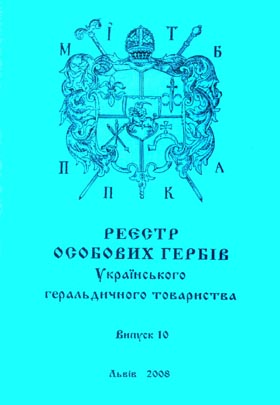
«Реєстр особових гербів УГТ»
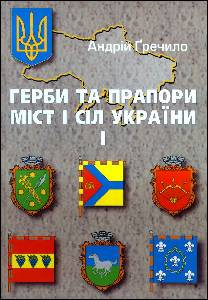
Гречило А. Герби та прапори міст і сіл України (ч. 1)

## Діячі товариства
- Бармак Микола Валентинович
- Букет Євген Васильович
- Гаврилюк Олег Миколайович
- Гречило Андрій Богданович — один із засновників і голова товариства
- Дашкевич Ярослав Романович
- Денисов Володимир Данилович
- Желіба Олександр Володимирович
- Ільїнський Валентин Михайлович
- Кончаковський Анатолій Петрович
- Кривенко Віталій Єфремович
- Криворучко Орест Іванович
- Купчинський Олег Антонович
- Легун Юрій Вікторович
- Леп'явко Сергій Анатолійович
- Ляхов Валерій Борисович
- Мартиненко Володимир Олексійович
- Наріжний Костянтин Григорович
- Однороженко Олег Анатолійович
- Роговий Олександр Іванович
- Руденко Олексій Валерійович
- Савчук Юрій Костянтинович
- Саєнко Рена Іллівна
- Самбул Олена Степанівна
- Сварник Іван Іванович
- Ситий Ігор Михайлович
- Сікора Любомир Миколайович
- Скочиляс Ігор Ярославович
- Слободянюк Михайло Васильович — куратор секції військової емблематики та уніформології
- Смуток Ігор Іванович
- Сова Андрій Олегович
- Тесленко Ігор Анатолійович
- Тимошенко Леонід Володимирович
- Трембіцький Володимир
- Федака Павло Михайлович
- Царенко Максим Володимирович
- Чернецький Євген Анатолійович
- Чмир Микола Васильович
- Якимович Богдан Зіновійович